# جون مالوني
جون مالوني (بالإنجليزية: Jon Maloney)‏ (3 مارس 1985 في المملكة المتحدة - ) هو لاعب كرة قدم بريطاني في مركز الدفاع. لعب مع نادي دونكاستر روفرز ونادي هاروجيت تاون ونادي يورك سيتي وHarrogate Railway Athletic F.C. ‏ وMontevallo Falcons men's soccer ‏.

## وصلات خارجية
- جون مالوني على موقع قاعدة بيانات كرة القدم.إي يو (الإنجليزية)
- جون مالوني على موقع Soccerbase.com (لاعب) (الإنجليزية)